# Berlin-Borsigwalde
Berlin-Borsigwalde est un des onze quartiers de l'arrondissement de Reinickendorf dans la capitale allemande.

## Géographie
Le quartier s'étend sur 2,03 km2.

## Histoire
La localité de Borsigwalde est formée en 1899 et nommé d'après l'ingénieur August Borsig. Il est intégré à Berlin dans le quartier de Berlin-Wittenau le 1er octobre 1920 à l'occasion de la réforme territoriale du Grand Berlin. Le 24 avril 2012, il devient officiellement un quartier à part entière, le 96e de Berlin. 

## Population
Le quartier comptait 6 638 habitants le 1er janvier 2017 selon le registre des déclarations domiciliaires, c'est-à-dire 3 270 hab./km2.